# Reinhold Platz
Reinhold Platz (Cottbus, 16 de Janeiro de 1886 — Ahrensburg, 1966) foi um projetista de aviões alemão, e esteve ao serviço da companhia holandesa Fokker. 
Platz foi contratado por Anthony Fokker em 1912 como soldador. O seu primeiro projecto prático foi a soldagem de uma armação de um Fokker Spin. Em 1916 Platz tornou-se chefe designer da fábrica de Fokker.
Platz nunca teve o ensino superior, como Anthony Fokker, ele era um homem prático. Transformou-se assim uma equipa muito forte entre os dois homens, enquanto Platz imaginava novas ideias revolucionárias para o design de um avião, Anthony Fokker fazia protótipos de aviões. Platz foi chefe designer na fábrica de Fokker em Amesterdão depois do final da Segunda Guerra Mundial.